# Феретима
Феритима (др.-греч. Φερετίμη; VI век до н. э.) — супруга царя Кирены Батта III.

## Биография
Родителями Феритимы, возможно, были греки знатного дорийского рода, происходившие либо с Пелопоннеса, либо с Крита.
Феритима стала супругой Батта III еще до его воцарения. В это браке родились Аркесилай III и, возможно, Ладика, впоследствии вышедшая замуж за фараона Амасиса II.
Во время правления Батта III царская власть была существенно ограничена в результате реформ, проведенных Демонаксом из Мантинеи. После смерти Батта III, вынужденного примириться с новым устройством, его сын Аркесилай III, поддерживаемый Феритимой, «заявил, что не желает выносить порядков, установленных мантинейцем Демонаксом, и потребовал возвратить ему преимущества и владения его предков». После покорения Камбизом II в 525 году до н. э. Египта он подчинился Персии и стал платить дань.
В 518 году до н. э. в результате вспыхнувшего восстания Аркеласий III и его мать были изгнаны из страны. В это время от персов из-за начавшихся у них внутренних раздоров помощи ждать не приходилось. Поэтому Феритима обратилась с мольбой о поддержке к царю Саламина Эвельфонту, который, одарив ее богатыми подарками, отказал однако в предоставлении военной помощи. Аркесилай III же, бежав на Самос, набрал там армию с помощью обещаний наделить воинов земельными наделами в Ливии. Он вновь вернул себе трон и жестоко расправился со своими противниками, несмотря на предостережение Дельфийского оракула.
Однако в 515 года до н. э. Аркесилай III, ощущая нависшую над ним угрозу, отправился в Барку к своему тестю царю Алазиру. Там они оба были вскоре убиты баркейцами и беглецами из Кирены. Его мать, правившая во время отсутствия сына, бежала из страны и, найдя в Египте убежище у сатрапа Арианда, обратилась к нему за поддержкой, подчеркивая, что Аркесилай III погиб из-за союза с персами. Феритиме удалось получить большое войско, которое осадило Барку, отказавшуюся подчиниться и выдать зачинщиков произошедшего убийства Аркесилая III. Длившаяся девять месяцев блокада города не принесла осаждавшим никакого действенного результате. Тогда ахеминидский военачальник Амасис прибег к хитрости, с помощью которой персам и удалось ворваться в город. Многие жители были казнены и изувечены, а некоторые, попав в рабство, были насильно переселены в далекую Бактрию. После того, как Феритима утолила свою жажду мести, она удалилась в Египет. Умерла от болезни, и, по словам Плутарха, «её тело заживо сгнило от кишащих в нем червей».